# ميكا هاماليانين
ميكا هاماليانين (بالفنلندية: Mika Hämäläinen)‏ هو دراج فنلندي، ولد في 15 مارس 1967 في هلسنكي في فنلندا.

## وصلات خارجية
- ميكا هاماليانين على موقع أرشيف الدراجات (الإنجليزية)
- ميكا هاماليانين على موقع أوليمبيديا (الإنجليزية)